# Daniel Bachleda
Daniel Bachleda (* 21. Juni 1981 in Zakopane) ist ein ehemaliger polnischer Nordischer Kombinierer.

## Karriere
Bachleda stammt aus einer sportlichen Familie. So waren sein Bruder (Marcin), Vater, Onkel und Großvater ebenfalls als Skisportler aktiv. Daniel Bachleda ging zunächst für WKS Zakopane an den Start, wechselte aber im Laufe seiner Karriere aufgrund eines Studiums zu KS AZS-AWF Katowice. 
Zu Beginn seiner Karriere startete Bachleda sowohl im Skispringen als auch in der Kombination. So ging er bei Nordischen Junioren-Skiweltmeisterschaften bei beiden Disziplinen an den Start. Am 26. Januar 1997 debütierte er im Skisprung-Continental-Cup, verpasste jedoch die Punkteränge, die er erstmals im März 2001 im heimischen Zakopane erreichen sollte. In der Nordischen Kombination startete Bachleda mehrmals erfolglos im Weltcup und konnte auch im B-Weltcup nur selten überzeugen. Bei den Nordischen Skiweltmeisterschaften 2001 im finnischen Lahti belegte er im Sprint den 45. Platz sowie im Gundersen-Einzel den 51. Rang.
Auf nationaler Ebene gehörte Bachleda hingegen zur polnischen Spitze in der Nordischen Kombination, sodass er neben einigen Medaillen auch dreimal den Meistertitel errang. Darüber hinaus wurde er zwischen 2000 und 2002 dreimal Vize-Skisprungmeister mit dem Team.

## Statistik

### Continental-Cup-Platzierungen

#### Nordische Kombination
| Saison  | Platz | Punkte |
| ------- | ----- | ------ |
| 2001/02 | 083.  | 02     |

#### Skispringen
| Saison  | Platz | Punkte |
| ------- | ----- | ------ |
| 2000/01 | 196.  | 16     |